# 貝田車站
貝田車站（日语：／ Kaida eki */?）是由東日本旅客鐵道（JR東日本）所經營的鐵路車站，位於日本福島縣伊達郡國見町大字貝田，為東北本線沿線的車站。本站是由福島車站所管理的鄉下無人車站，管轄上屬於JR東日本仙台支社的業務範圍。

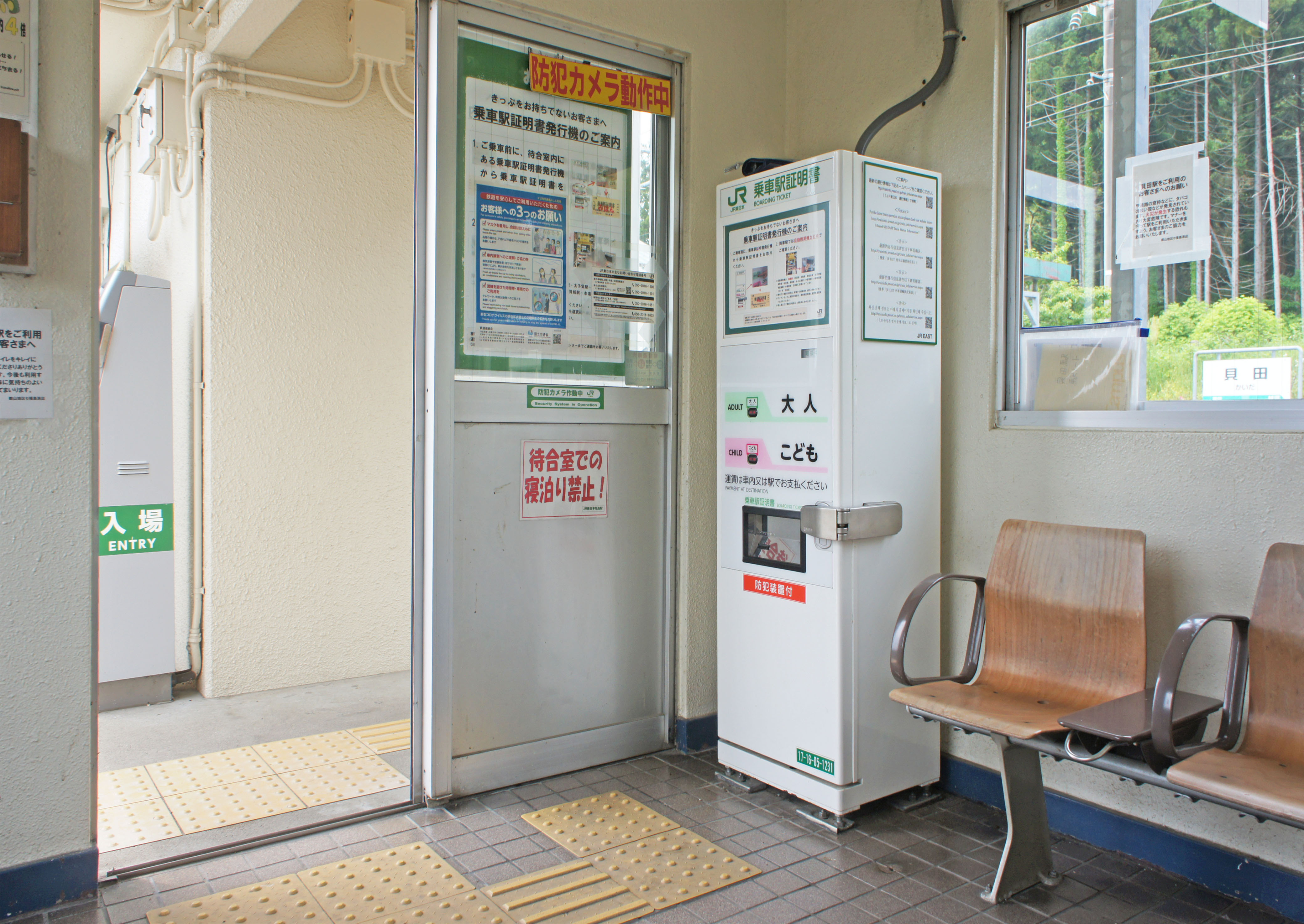
車站內部(2022年5月)

## 歷史
貝田車站的前身是在1922年（大正11年）6月5日啟用的貝田號誌站（日语：貝田信号場），在使用了30年之後才於1952年時升格為正式車站。車站初社時原本是有站員配置的有人車站，直到1984年時才無人化。

## 車站

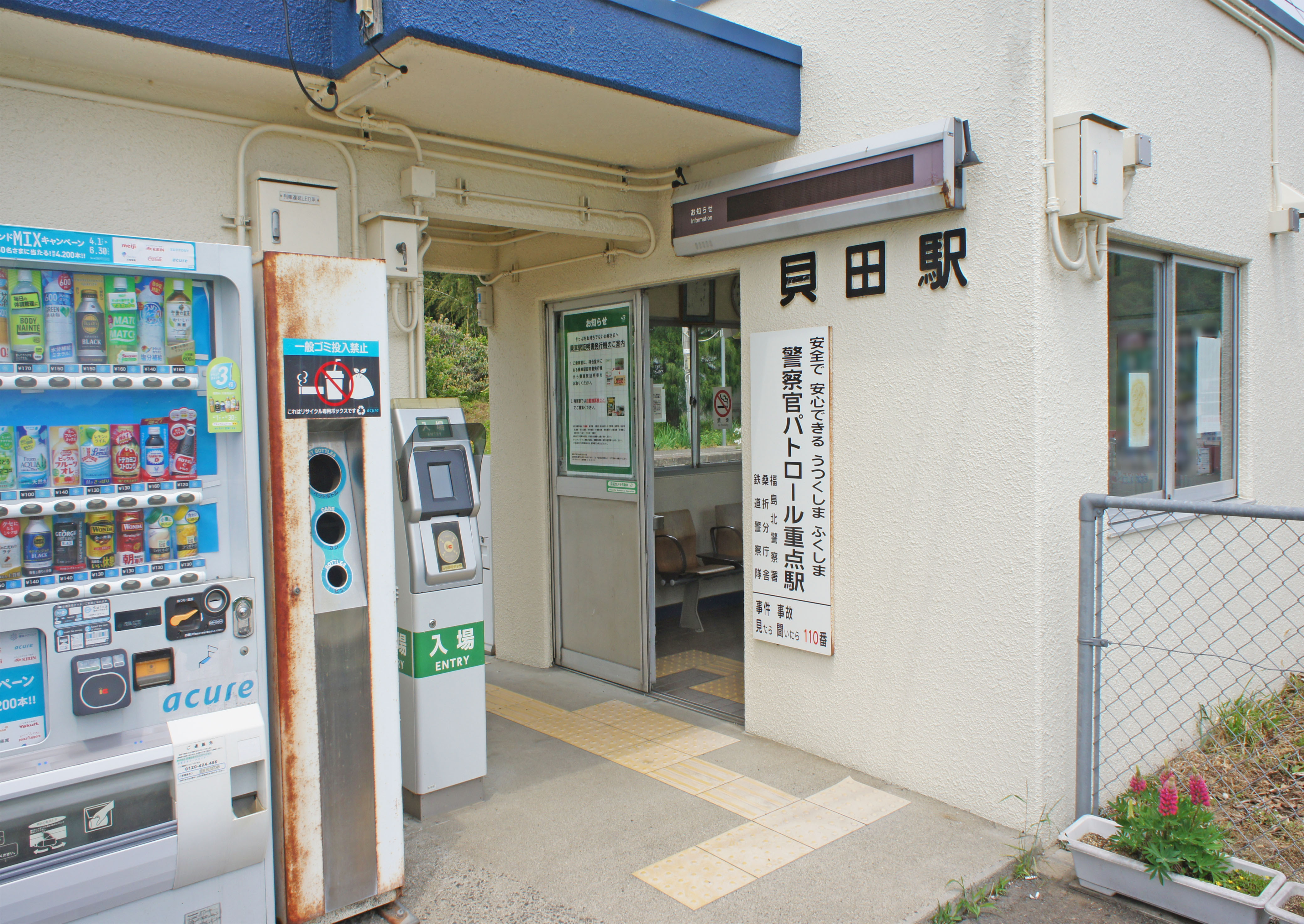
驗票口(2022年5月)

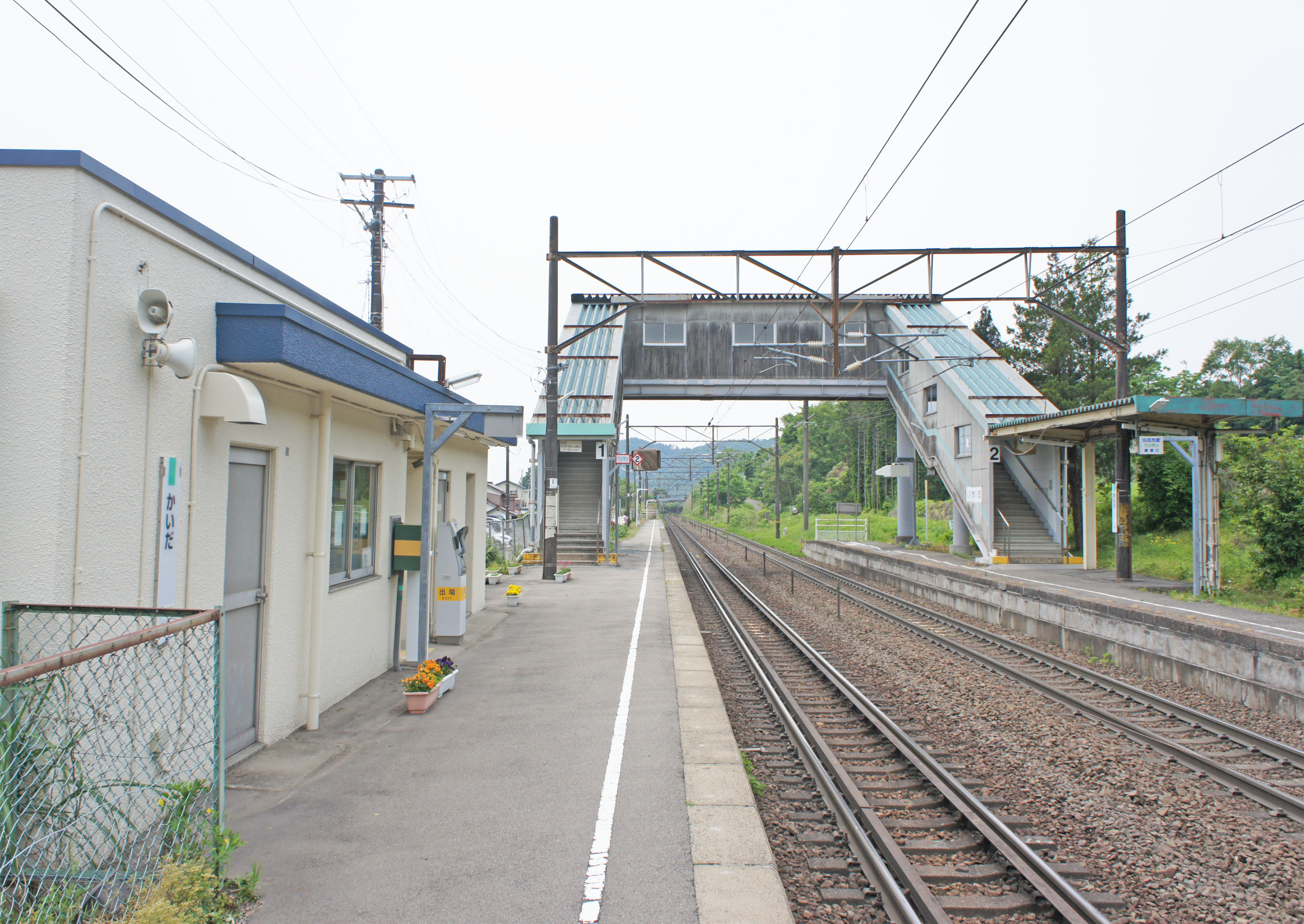
月台(2022年5月)

本站為設有一對對向式月台、2條乘車線的地面車站。兩座月台間以跨線天橋連接。

### 月台配置
| 月台 | 路線      | 方向 | 目的地     |
| ---- | --------- | ---- | ---------- |
| 1    | ■東北本線 | 上行 | 往福島方向 |
| 2    | ■東北本線 | 下行 | 往白石方向 |

## 相鄰車站
東日本旅客鐵道
■東北本線
□快速「仙台城市快速」
直接通過不停靠
■普通
藤田－貝田－越河

## 外部連結
- （日語）貝田車站（JR東日本） （页面存档备份，存于）

37°54′29.19″N 140°34′51.66″E / 37.9081083°N 140.5810167°E